# Banzleibs
Banzleibs fue un magnate franco de mediados del siglo IX de la familia hatónida en el imperio carolingio. 
Fue conde de Maine en 832. Para el año 838, aún estaba en Le Mans, había sido nombrado por el emperador, Ludovico Pío, como comes et Saxoniae patriae marchio: "conde y margrave de la patria sajona". Tras la muerte de Ludovico en 840, Banzleibs apoyó a Lotario en la posterior guerra civil que se suscitó entre los hijos de Ludovico. Junto con sus hermanos, Adalberto, conde de Metz, y Hatón, conde de Nassau, Banzleibs fue un decidido opositor de Luis el Germánico y la creación de un reino franco oriental. El 14 de septiembre de 840 en Rösbeck Luis desposeyó a Banzleibs de sus beneficios y oficios públicos y se los confirió a Warin, abad de Corvey. Banzleibs no aparece en más documentación posterior después de esta fecha y se ha sugerido que murió en batalla con las fuerzas de Luis.